# Mogimont
Mogimont est un village de la ville belge de Bouillon situé en Région wallonne dans la province de Luxembourg. Il fait partie de Bouillon depuis la fusion des petites communes en 1976 et comptait 225 habitants au 31 décembre 2013.

## Histoire
Une première trace atteste l'existence de Mogimont dès 1330. Il s'agit d'un texte dans lequel Godefroid le Barbu et son épouse sont cités comme fondateurs d'une basilica en l'honneur de saint Pierre à Mogimont.
Mogimont est également cité dans un texte des ordonnances de la Principauté de Liège datant de juin 1578.

« Juin 1578 à Liège. - Mandement qui enjoint aux surcéants de Bellevaulx, Mogimont et Viviers, dans la terre de Palizeul et le duché de Bouillon, de se tenir prêts, à la semonce du capitaine et officier de Bouillon ou du mayeur dudit Palizeul pour faire le guet et monter la garde à la tour et au fort de l'église de Palizeul. »

— Edits et ordonnances de la Principauté de Liége, dépêches, 1576-1578, K 28, fol. 237.
Lorsque l'ancien duché de Bouillon fut réuni à la France, Mogimont est affecté au canton de Bouillon, avec le statut de commune, par le décret du 4 brumaire an IV modifié par le Conseil des Cinq-Cents, le 26 fructidor an IV.
Cette commune fut affectée au Royaume des Pays-Bas par le Traité de Paris (1815).

### Histoire religieuse
Mogimont possède une église néo-gothique dédiée aux saints Pierre et Paul. Celle-ci fut construite en 1875 sous la direction de l'architecte M. Cordonnier. Cette église est liée à la légende concernant la chasse de Godefroid de Bouillon, en forêt du Menuchenet, près du Château le Duc.
Historique des cloches fondues pour cette église basé sur le dépouillement des archives des "Causard" (famille de fondeur de cloches), réalisé en mars 2011 par Philippe Slégers :
- 1875 - 1 cloche - 730,0 kg
- 1911 - 1 cloche - 854,0 kg
- 1925 - 1 cloche - 612,0 kg
- 1945 - 1 cloche - 600,0 kg

Liste des desservants de la paroisse :
- Terroule Michel, vicaire, 1606[3]
- Cornélis Jean, vicaire, 1713 - 1725, décédé en mars 1725[3]
- Duchenois Jacques (30/05/1698 Mogimont) de 1726 à mai 1780
- Noël N. L., vicaire, de 1781 à juin 1785
- Pierre Michel Linden, vicaire, de juillet 1785 à 1796[3]
- Godron Jean Gérard (~1747 - 08/10/1826 à Mogimont, originaire d'Opont) en 1826[4]
- Schummer J.B. en 1829
- Claisse F. en 1838[5]
- Michel en 1841[5]
- M. Minet transféré à Alle en 1851 et remplacé par M. Poncelet desservant de Bourseigne-Neuve[6]
- L. Daine en 1914[7]

### Enseignement
- 1822 - Roussaux Jean-Joseph, âgé de 18 ans, instituteur français, domicilié à Mogimont, nommé pour 10 mois[8]. Il s'y trouve encore en 1826[9].

## Démographie

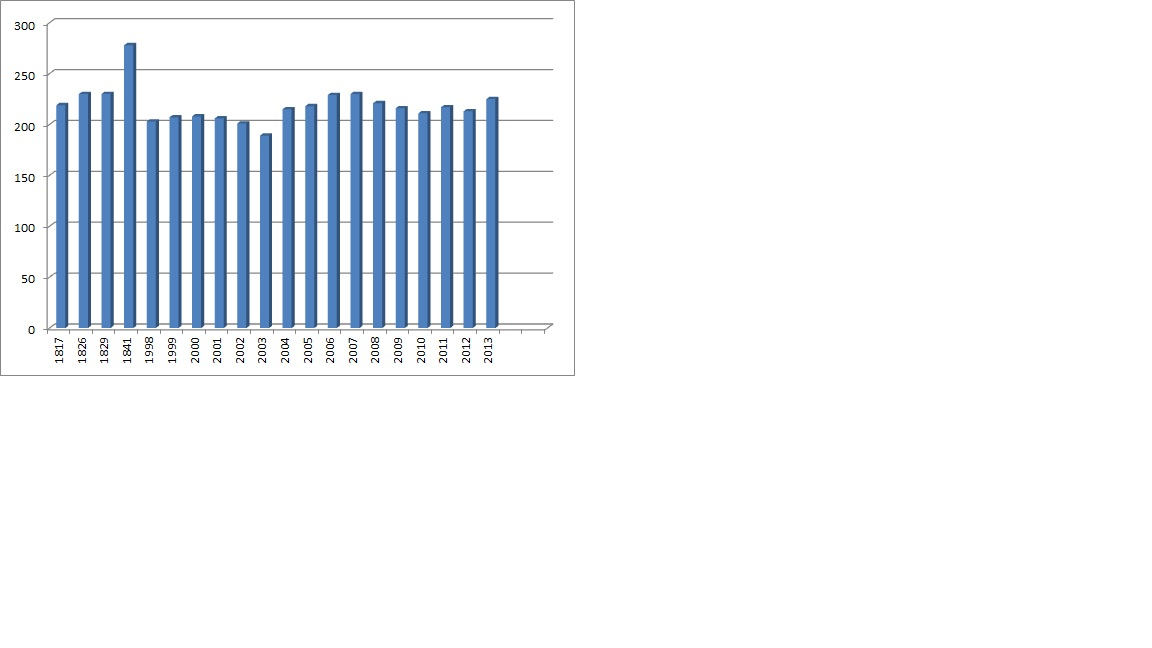
Démographie Mogimont 1817-2013

Mogimont comptait :
- 219[10] habitants en 1817
- 230[4] habitants en 1826
- 230[11] habitants en 1829
- 278[12] habitants en 1841

- 203[13] habitants en 1998
- Démographie Mogimont 1817-2013207[13] habitants en 1999
- 208[13] habitants en 2000
- 206[13] habitants en 2001
- 201[13] habitants en 2002
- 189[13] habitants en 2003
- 215[13] habitants en 2004
- 218[13] habitants en 2005
- 229[13] habitants en 2006
- 230[13] habitants (111 hommes et 119 femmes) en 2007
- 221[13] habitants en 2008
- 216[13] habitants en 2009
- 211[13] habitants en 2010
- 217[13] habitants en 2011

- 213[13] habitants (103 hommes et 110 femmes) en 2012
- 225[13] habitants (109 hommes et 116 femmes) en 2013

## Familles originaires de Mogimont

### Arnould
Famille très présente à Mogimont depuis 1768 et encore à ce jour.
Nicolas Arnould (1737-1811), originaire de Bertrix, a épousé Élisabeth Toussaint (1737-1819), le 15 mai 1768 à Mogimont.
Une bonne partie des descendants sur 9 générations ont continué à habiter et à peupler le village.

### Didot
Famille présente à Mogimont depuis le début des registres paroissiaux en 1664.
Le plus ancien couple, Guillaume Didot et Jeanne Toussaint, a eu 8 enfants, tous nés à Mogimont.

## Lieux-dits

### Le château de Liresse
Le château de Liresse, en ruines, fut bâti au fond d'une vallée sur une éminence en forme de pain de sucre. La première mention connue de ce chäteau date de la seconde moitié du XIe siècle . Tout porte à croire que le site fut peu occupé voire rapidement abandonné; on ne trouve plus qu'une citation tardive de 1574 dans le « Recueille du duché de Bouillon » de 1576 . Les ruines en sont imposantes ; on voit les fondements de tours et d'une forteresse très ancienne.

### Le moulin de Liresse
Le moulin de Liresse tire son nom du ruisseau éponyme qui activait un moulin construit avec les matériaux de l'ancien château de Liresse. Le ruisseau de la Liresse prend sa source au bois de Jumet, au nord-est de Vivy, et se jette dans la Semois entre Botassart et Poupehan (rive droite).

## Légendes
Le livre « l’Ardenne méridionale belge » du Dr. Delogne nous fournit un bon aperçu des légendes et des croyances de l'Ardenne entre 1800 et 1850.
En effet, le Dr. Delogne a profité de ses tournées médicales pour faire parler les anciens des villages de la Semois ardennaise : Alle, Oizy, Rochehaut, Frahan, Mogimont, Petit-Fays, Nafraiture, Membre, Bohan. Il les interrogeait sur l’état des routes, la culture et l’élevage, l’habillement et la nourriture, le commerce et les veillées, les écoles et les croyances. Ses notes ont été rassemblées dans son livre publié en 1911.
Un musée des Croyances Populaires de Mogimont a été construit en 2014 avec la collaboration de l'Athénée Royal de Bouillon-Paliseul sous la direction M. Gronemberger, président du SI de Botassart. Il se situe Rue de la Périre à Mogimont dans l'ancien lavoir du village. Il permet aux visiteurs de profiter d'une fresque de 30 m² et de 12 réalisations grandeur nature illustrant les croyances de l'époque (tchalette, loup-garou, fée, …). Le musée est ouvert toute l’année, sans droit d’entrée. Un banc pique-nique permet d’y faire une pause tout en redécouvrant une partie de ses racines.

### Légende de la Tchalette
Célèbre sorcière du XIXe siècle de Mogimont. Son tour le plus célèbre fut de vendre son cheval à un meunier et de le rappeler à elle chaque fois qu'elle en avait besoin. Elle pouvait se transformer en chat. Cette légende a été reprise dans une BD La Tchalette du scénariste/dessinateur Jean-Claude Servais.

### Le veau d'or du château de Liresse.
Les habitants du château de Liresse étaient païens et adoraient un veau d'or. Les premiers évangélisateurs ayant pénétré dans les sombres forêts d’Ardenne s’attachèrent à combattre le culte des idoles et l’un d’eux parvint à convertir le farouche châtelain à la tête dure. L’idole fut jetée dans le puits du château. Au début du siècle dernier, le propriétaire de Liresse fit faire des fouilles dans le puits mais n’y trouva que des débris de bois de cerf et un squelette humain.

## Guerre 1914-1918

### Combats 23-24 août 1914
Plusieurs soldats sont tombés à Mogimont pendant la guerre 14-18. Parmi ces héros, quelques soldats du 225e Régiment d’infanterie français, victimes d'une attaque allemande. Un monument a été érigé en leur mémoire le long de la chaussée en direction du carrefour de Menuchenet et du village de Mogimont. Une pierre tombale couchée au pied de ce monument révèle les inscriptions suivantes :

« LÉON GARRETA
SOUS-LIEUTENANT 225e Rég. INFANTERIE
1887–1914 MORT POUR LA FRANCE »

Léon Garetta est né le 31 mars 1887 à Mantes. Il était entomologiste avant la mobilisation. C’est avec le 225e régiment d’infanterie qu’il participe aux combats dans les Ardennes belges en août 1914. Ses parents étaient Henri Garreta et Amélie Stoecklin, son père était ingénieur des Ponts & Chaussées. Le 6 mai 1912, Léon Garetta épouse Suzanne Barbé originaire de Catz dans la Manche. Ils eurent deux enfants ; Henri et Simone. Suzanne est décédée en 1963 à Bégard, dans les Côtes-d’Armor.
Les caporaux Louis Bonamy (1885-1914) et Adolphe Victor (1885-1914), ainsi que les soldats Gustave Canuet (1884-1914) et François Hasne (1886-1914), ont aussi disparu à Mogimont.